# Archäologisches Museum Abdera
Das Archäologische Museum Abdera (griechisch Αρχαιολογικό Μουσείο Αβδήρων Archeologikó Mousío Avdíron) befindet sich in der Odos Dimitrio Lazaridi im nordgriechischen Ort Avdira im Regionalbezirk Xanthi. 

## Geschichte
Anlass für die Errichtung eines archäologischen Museums waren die 1950 begonnenen Ausgrabungen im antiken Abdera. Zunächst wurden jedoch die Fundstücke von dort im Museum von Kavala untergebracht. 1973 wurden sie in das Museum von Komotini überführt. 1976 veranlasste das Kulturministerium den Bau eines eigenen Museums in Avdira, doch die Baugenehmigung durch die Gemeinde erfolgte erst 1985. Die Bauarbeiten dauerten von 1989 bis 1992. Die Einweihung fand am 20. Januar 2000 statt.

## Aufbau
Die Exponate umfassen den Zeitraum vom 7. Jahrhundert v. Chr. bis zum 13. Jahrhundert n. Chr. Das Museum verfolgt einen pädagogisch-didaktischen Ansatz mit dem Ziel, die Bildung von Schülern der Grund- und Sekundarstufen zu fördern. Gleichzeitig richtet es sich an historisch-archäologisch vorgebildete Besucher. 

Lagekarte von Avdira in Nordgriechenland

Die Einteilung erfolgte daher in die Bereiche des öffentlichen Lebens, des Privatlebens und der Beerdigungsgebräuche. Im Bereich öffentliches Leben findet man Objekte aus den Sphären von Religion, Verwaltung, Krieg und Münzprägung; unter Privatleben versteht man hier die Bereiche, die sich unter Kategorien wie Bauwesen, Handel, Handwerk und Werkstätten, heimische Arbeit, Kleidung, aber auch Kinderleben subsumieren lassen. Schließlich werden Funde aus Gräbern ausgestellt, die die Einstellungsveränderungen und die Entwicklung des Ritus anschaulich darstellen sollen. Erläuternde Texte, Abbildungen und Zeichnungen, Karten bieten den Besuchern Orientierung und zusätzliche Informationen.
Die Gestaltung des Gebäudes geht auf die Architekten C. Polychroniou und N. Filippidis zurück. Dabei befinden sich im Keller die Werkstätten und Lagerhallen sowie die technischen Anlagen. Im Erdgeschoss befinden sich Räumlichkeiten für Workshops, die Dienstleistungsbereiche, eine Mehrzweckhalle sowie ein Ausstellungsraum. Auf dem Boden befinden sich Büros und ein Raum für Sondernutzungen.